# 天柱增二
仙王座κ，又名BD+77 764，HD 192907、SAO 9665、HR 7750，是仙王座的一颗恒星，视星等为4.39，位于銀經110.38，銀緯22.5，其B1900.0坐标为赤經20h 12m 15.7s，赤緯+77° 22.5′ 37″。